# Likouala-Mossaka
Likouala-Mossaka eller bara Likouala är en flod i Kongo-Brazzaville, och utgör ett biflöde till Kongofloden. Likouala-Mossaka flyter genom departementen Cuvette-Ouest och Cuvette, i den centrala delen av landet, 500 km norr om huvudstaden Brazzaville.